# Provinz Tapacarí
Tapacarí ist eine Provinz in den östlichen Kordilleren des südamerikanischen Anden-Staates Bolivien.

## Lage
Die Provinz ist eine von sechzehn Provinzen im südwestlichen Teil des Departamento Cochabamba. Sie grenzt im Nordwesten an das Departamento La Paz, im Südwesten an das Departamento Oruro, im Süden an die Provinz Arque, im Osten an die Provinz Quillacollo, und im Norden an die Provinz Ayopaya.
Die Provinz erstreckt sich etwa zwischen 17° 22' und 17° 49' südlicher Breite und 66° 49' und 67° 22' westlicher Länge, ihre Ausdehnung von Westen nach Osten beträgt 55 Kilometer, von Norden nach Süden 45 Kilometer. Die Provinz besteht nur aus dem Municipio Tapacarí.

## Bevölkerung
Die Einwohnerzahl der Provinz Tapacarí ist in den vergangenen drei Jahrzehnten um etwa ein Viertel angestiegen:
| Jahr | Einwohner | Quelle       |
| ---- | --------- | ------------ |
| 1992 | 19 202    | Volkszählung |
| 2001 | 25 919    | Volkszählung |
| 2012 | 24 595    | Volkszählung |
| 2024 | 24 534    | Volkszählung |

41,8 Prozent der Bevölkerung sind jünger als 15 Jahre, der Alphabetisierungsgrad in der Provinz beträgt 47,4 Prozent. (1992)
41,7 Prozent der Bevölkerung sprechen Spanisch, 78,9 Prozent Quechua, und 40,0 Prozent Aymara. (1992)
99,6 Prozent der Bevölkerung haben keinen Zugang zu Elektrizität, 98,5 Prozent leben ohne sanitäre Einrichtung (1992).
76,6 Prozent der Einwohner sind katholisch, 20,6 Prozent sind evangelisch (1992).

## Gliederung
Provinz und Municipio Tapacarí untergliederten sich bei der letzten Volkszählung von 2012 in die folgenden vier Kantone (cantones):
- 03-1101-01 Kanton Ramadas – 153 Ortschaften – 9.844 Einwohner
- 03-1101-02 Kanton Leque – 26 Ortschaften – 2.720 Einwohner
- 03-1101-03 Kanton Challa – 58 Ortschaften – 6.102 Einwohner
- 03-1101-04 Kanton Tapacarí – 59 Ortschaften – 5.929 Einwohner

## Ortschaften in der Provinz Tapacarí
- Kanton Ramadas
  - Kjarkas 325 Einw. – Kallani Centro 218 Einw. – Huarancaiza 143 Einw. – Kochi Pampa 48 Einw.
- Kanton Leque
  - Villa Pereira 218 Einw. (2001)
- Kanton Challa
  - Challa Grande 529 Einw. – Tallija Confital 475 Einw. – Japo Kasa 389 Einw. – Lacolaconi 382 Einw.
- Kanton Tapacarí
  - Tapacarí 515 Einw. – Llavini 347 Einw. – Ramadas 169 Einw.